# مقاطعة مونرو (ميسيسيبي)
مقاطعة مونرو هي مقاطعة في مسيسيبي، بلغ عدد سكانها 36٬989  نسمة، في 2010، عاصمتها أبردين، تبلغ مساحتها 2٬000 كيلومتر مربع.

## الموقع
تشترك في الحدود مع:
- مقاطعة إيتاوامبا
- مقاطعة لوديس (ميسيسيبي).

## التقسيمات الإدارية
- أبردين.

## أعلام
- جون جاي قود
- روفوس هاردي